# Davo Karničar

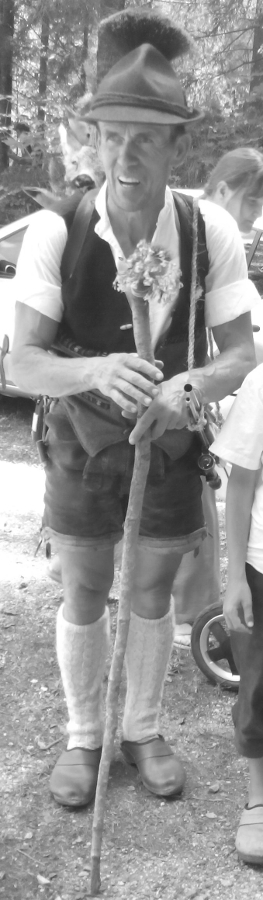
Davo Karničar

Davorin „Davo“ Karničar (* 26. Oktober 1962 in Zgornje Jezersko, SFR Jugoslawien; † 16. September 2019 ebenda, Slowenien) war ein slowenischer Bergsteiger, Extremskifahrer und Skilehrer. Seine herausragendste Leistung war die Befahrung aller Seven Summits, darunter die erste vollständige Abfahrt vom Mount Everest im Jahr 2000.

## Leben
Davo Karničar kam im slowenischen Zgornje Jezersko am Nordwestrand der Steiner Alpen zur Welt, wo er mit vier Geschwistern aufwuchs. Sein Vater war ein bekannter Skilehrer und über 40 Jahre lang Hüttenwirt auf der Češka koča am Fuß des Grintovec. Bevor er in seinen Zwanzigern beschloss, seine zwei Leidenschaften Klettern und Skifahren zu vereinen, startete er als Nachwuchsläufer im alpinen Skieuropacup und im Nor-Am Cup. Nach seiner aktiven Karriere arbeitete er als jugoslawischer Nationaltrainer und Anfang der 1990er Jahre eine Zeit lang als Servicemann für die norwegische Mannschaft.
Einen ersten Erfolg als Extremskifahrer feierte Karničar 1989, als er die Eiger-Nordwand über die Route der Erstbesteiger (Lauper) auf Slalomskiern befuhr – laut eigener Aussage seine „härteste Abfahrt“. Mit seinem Bruder Andrej, der ihn auf vielen Expeditionen begleitete, gelang ihm 1995 die Erstbefahrung der Annapurna. Während der 3300 Höhenmeter froren Andrej dabei acht Zehen ab. Ein Jahr später versuchte sich Karničar erstmals am Nordostgrat des Mount Everest, musste jedoch wegen eines Sturms, bei dem acht Menschen ums Leben kamen, zu Fuß absteigen. Er verlor bei dieser Expedition zwei Finger.

### Mount Everest

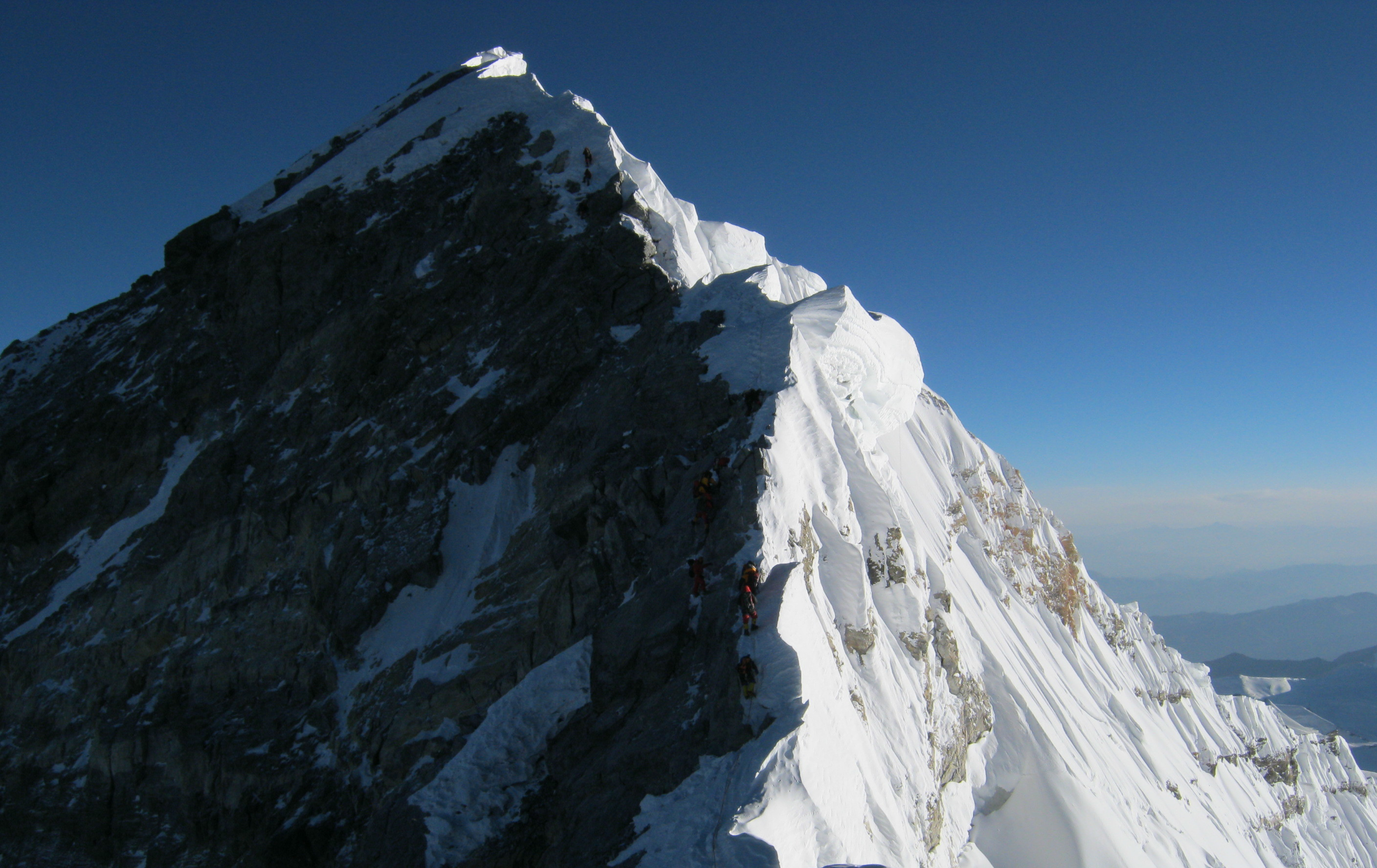
Die Schlüsselstelle Hillary Step konnte Karničar dank ausreichender Schneelage befahren.

Im Oktober 2000 wagte sich Karničar erneut an den höchsten Berg der Erde. Nachdem er den Gipfel erreicht hatte, startete er um sieben Uhr früh mit der Abfahrt und benötigte für die 3500 Höhenmeter über den Südsattel zum Basislager vier Stunden und 40 Minuten. Die günstige Schneelage ermöglichte ihm sogar die Befahrung des Hillary Step, womit er der Erste war, der den Everest komplett auf Skiern bezwang. Bereits 1970 hatte der Japaner Yūichirō Miura für Schlagzeilen gesorgt, als er mit einem Fallschirm ausgestattet von 8200 m abgefahren war. Karničars Abfahrt, die dank eigens platzierter Kameras via Livestream im Internet übertragen wurde, machte ihn schlagartig weltweit bekannt. Die im Vorfeld etwa von den Darwin Awards als „Wahnsinn“ eingeschätzte Leistung brachte ihm zahlreiche Preise ein. So wurde er unter anderem für einen Laureus Award als „Alternativ-Sportler“ des Jahres nominiert.
Bereits 2001 kehrte Karničar wieder in die Khumbu-Region zurück und leitete die erste Skischule für nepalesische Kinder auf dem Khumbu-Gletscher.

### Seven Summits
Angespornt von seinem Everest-Triumph, beschloss Karničar, sich an den Seven Summits zu versuchen. Dies sind die höchsten Gipfel jedes der sieben Kontinente. Im November 2001 gelang ihm ein gutes Jahr nach dem Everest die Abfahrt vom Kilimandscharo, Afrikas höchstem Berg, was er mit seinem 15-jährigen Sohn auf Short-Carvern bewältigte. Im Mai 2002 folgte Europas höchster Gipfel, der Elbrus. 2003 fuhr er im Januar zunächst vom höchsten Berg Südamerikas und des amerikanischen Doppelkontinents, dem Aconcagua, ab und legte im August mit Australiens höchstem Berg, dem nur 2228 m messenden Mount Kosciuszko, nach. Den Denali, Nordamerikas höchste Erhebung und kältesten Berg der Erde, bezwang er im Juni 2004. Über zwei Jahre später, im November 2006, komplettierte Karničar seine Leistung mit dem finanziell und logistisch besonders aufwendigen Mount Vinson, dem höchsten Berg der Antarktis.

### Weitere Expeditionen

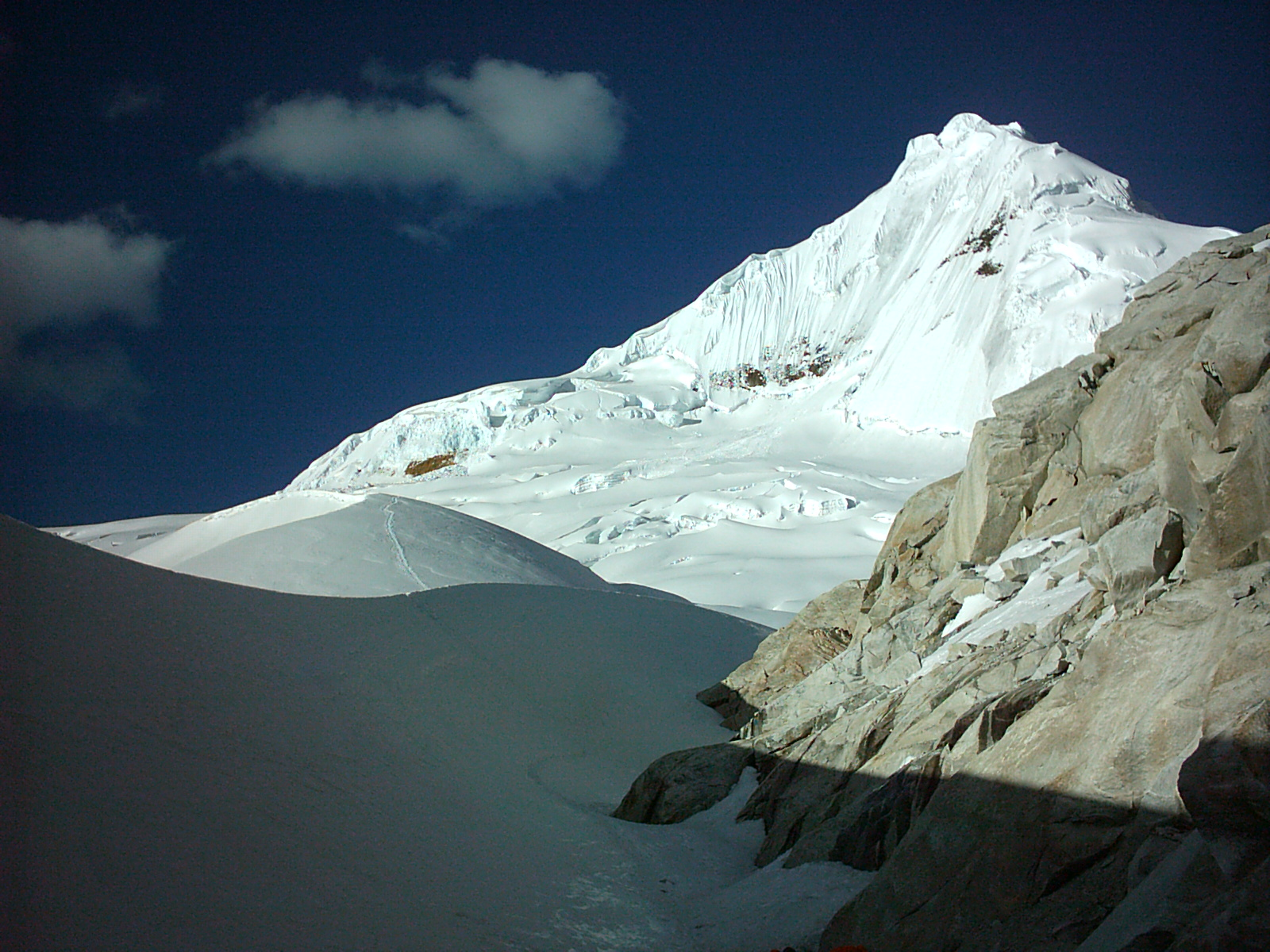
Am Tocllaraju gelang Karničar die schwierigste Abfahrt der Anden.

Mit Stand 2017 konnte Karničar bereits über 1800 Alpintouren vorweisen. Weitere extreme Karriereleistungen beinhalten Abfahrten von den heimischen Gipfeln Triglav und Jalovec sowie vom Achttausender Shishapangma und durch die Matterhorn-Ostwand. Von einem Filmteam begleitet, gelang ihm im April 2006 die Abfahrt über die Fritsch-Lindenbach-Route vom Grintovec, die im Sommer im III. Schwierigkeitsgrad gewertet wird und als schwierigster Skihang Sloweniens gilt. Im Juni 2014 meisterte er die laut Red Bulletin technisch anspruchsvollste Abfahrt der Anden vom Tocllaraju (6034 m) in der peruanischen Cordillera Blanca.
Karničar hielt Solobergsteigen für die beste Trainingsmethode, um sich auf seine extremen Vorhaben vorzubereiten. Er arbeitete regelmäßig mit einem slowenischen Sportinstitut zusammen, das seine Körperfunktionen überwachte und etwa Sauerstofftests durchführte. Wie die meisten Höhenbergsteiger griff er – wie am Mount Everest – auf zusätzlichen Sauerstoff zurück. Bei seinen Skiabfahrten musste er jedoch auf das Gerät verzichten, da die Maske sein Sichtfeld zu sehr eingeschränkt hätte. Am Tocllaraju verwendete er erstmals klappbare Ski, die er zusammen mit seinem Ausrüster Elan entwickelt hat.
Für Juli 2017 plante Karničar die erste Skiabfahrt vom K2, dem zweithöchsten und nach allgemeiner Ansicht gefährlichsten Berg der Erde. Seinen bis dahin einzigen Versuch hatte er 1993 auf 7900 m abbrechen und seiner Familie versprechen müssen, es nicht wieder zu probieren. Infolge einer Rückenzerrung im Basislager scheiterte das Vorhaben erneut.

### Privates
Karničar war Vater von sieben Kindern. Bis zu seinem Tod war er in zweiter Ehe mit seiner Frau Petra verheiratet, die er 2000 kennengelernt hatte. Mit ihr und drei gemeinsamen Kindern lebte er zuletzt in seinem Elternhaus in Zgornje Jezersko, wo er eine Ski- und Bergschule betrieb und im Tourismusverein arbeitete. Karničar war tiefgläubig und erzählte gerne von einem Treffen mit Papst Johannes Paul II. nach seiner Everest-Befahrung. Sein älterer Bruder Luka kam 1997 bei einem Bergunfall ums Leben, ebenso sein langjähriger Partner Franc Oderlap, der 2009 am Manaslu von einem Eisbrocken erschlagen wurde.
Im März 2016 tauchte ein Video auf der Facebook-Seite I Love Switzerland auf, von dem behauptet wurde, es zeige die Abfahrt eines Unbekannten vom Gipfel des Matterhorns. Das spektakuläre GoPro-Video generierte in kurzer Zeit zwei Millionen Klicks und erweckte sogar das Interesse der Boulevardzeitungen Daily Mail und Bild. Ein paar Tage später erfolgte die Klarstellung, das Video sei bereits 2014 entstanden und vom Slowenen Davo Karničar bei einer Abfahrt vom Dolgi Hrbet in den Steiner Alpen gefilmt worden.
Am 16. September 2019 kam Karničar bei Baumfällarbeiten in seiner Heimatgemeinde ums Leben.

## Befahrungen

### Seven Summits
1. Mount Everest, Asien (8. Oktober 2000)
2. Kilimandscharo, Afrika (November 2001)
3. Elbrus, Europa (Mai 2002)
4. Aconcagua, Südamerika (Januar 2003)
5. Mount Kosciuszko, Australien (August 2003)
6. Denali, Nordamerika (Juni 2004)
7. Mount Vinson, Antarktika (28. November 2006)[12]

### Sonstige
- Matterhorn-Ostwand
- Eiger-Nordwand über die Lauper-Route (1989)
- Annapurna (1995)
- Shishapangma (1996)
- Triglav (2000)
- Mont Blanc (2000)
- Tocllaraju-Westwand (Juni 2014)

## Auszeichnungen
- 2000: Silbernes Ehrenzeichen der Freiheit der Republik Slowenien (Srebrni častni znak svobode Republike Slovenije)
- 2000: Bloudek-Preis (Bloudkova nagrada)
- 2000: Nominierung für den Laureus Award in der Kategorie Alternativ-Sportler des Jahres

## Bibliografie
- Alpinizem, samoljubje, ljubezen. Didakta 1996, 87 S. ISBN 9788677071165.
- Z Everesta. (mit Tadej und Urban Golob), Mythos 2000, 188 S. ISBN 9789619037126. (PDF-Vorschau; 1 MB).